# Willem Noomen
Willem Noomen  (* 20. Oktober 1923 in Delft; † 26. Mai 2014 in Bakkeveen, Opsterland) war ein niederländischer Romanist und Mediävist.

## Leben und Werk
Noomen wurde 1954 an der Universität von Amsterdam promoviert mit der Arbeit (Hrsg.) La traduction française de la Chronographia Johannis de Beka und war von 1964 bis 1984 Professor für romanische Philologie an der Reichsuniversität Groningen. Bedeutend ist seine Neuherausgabe aller Fabliaux in 10 Bänden. Er war Ritter der Ehrenlegion.

## Werke
- (Hrsg.) La traduction française de la "Chronographia Johannis de Beka", ’s-Gravenhage, Uitgeverij Excelsior, 1954.
- Étude sur les formes métriques du Mystère du Vieil Testament, Amsterdam, Noord-Hollandsche Uitgevers Maatschappij, 1962.
- (Hrsg. mit Paul Zumthor) Un Prêtre montheysan et le sac de Liège en 1468. La complainte de la cité de Liège. Poème inédit, Saint-Maurice, Imprimerie Saint-Augustin, 1963.
- (Hrsg.) Le Jeu d'Adam = Ordo representacionis Ade, Paris, H. Champion, 1971.
- (Hrsg. mit  Nico H. J. van den Boogaard, † 1982) Nouveau recueil complet des fabliaux (NRCF), 10 Bde.,  Assen, Van Gorcum, 1983–1998  (anfänglich im Zusammenwirken mit Lein Geschiere und Hendrik Bastiaan Sol).
- (Hrsg.) Le jongleur par lui-même. Choix de dits et de fabliaux, Löwen, Peeters, 2003.
- (Hrsg. mit Sorin Alexandrescu und Ferdinand Drijkoningen) Nico H. J. van den Boogaard,  Autour de 1300. Etudes de philologie et de littérature médiévales, Amsterdam, Rodopi, 1985  (Vorwort von Paul Zumthor).
- (Hrsg. mit Hans van Dijk) Aspects de l'épopée romane. Mentalités, idéologies, intertextualités. Recueil, Groningen, E. Forsten, 1995.